# Le Silence (film, 2004)
Pour les articles homonymes, voir Le Silence.
Pour plus de détails, voir Fiche technique et Distribution.
Le Silence est un drame français réalisé par Orso Miret et sorti en 2004.

## Synopsis
Un homme originaire de Corse revient passer des vacances d'été avec sa fiancée sur l'Île de Beauté... une île où il faut savoir se taire pour éviter les ennuis.

## Fiche technique
- Titre : Le Silence
- Réalisateur : Orso Miret
- Scénario : Roger Bohbot, Orso Miret et Agnès de Sacy
- Producteur : Nathalie Mesuret
- Musique du film : Reno Isaac
- Photographie : Olivier Chambon
- Montage : Agnès Bruckert, Bénédicte Brunet
- Distribution des rôles : Julie Allione, Stéphane Foenkinos, Aurélie Guichard
- Création des décors : Christian Roudil
- Création des costumes : Ann Dunsford
- Société de production : Sunday Morning Productions
- Société de distribution : Les Films du losange
- Format : couleur
- Pays d'origine :  France
- Genre : drame
- Durée : 1h44
- Distributeur : K-Films Amérique (Québec)
- Date de sortie :	
  - France : 29 décembre 2004[1],[2],[3]

## Distribution
- Mathieu Demy : Olivier
- Natacha Régnier : Marianne
- Thierry de Peretti : Vincent
- Muriel Solvay : La caissière
- Angèle Massei : Maddale
- Pierre-Marie Mosconi : Dumè
- Didier Ferrari : Pierrot
- Laurent Barbolosi : Pierre-Marie
- Olivier Guglielmi : Jeannot
- Thomas Bronzini de Caraffa : François
- Éric Fraticelli : Jean-Pierre
- Léandre Torres : Jojo
- Carole Bernardi : Vanina
- Laure Salama : La randonneuse
- Jean-Emmanuel Pagni : Paul-André
- Roselyne Filippini : Matea
- Tzek : L'épicier